# 六韜三略
六韜三略（りくとうさんりゃく）は、古代の兵法書。ともに太公望呂尚が書いたとされることから、通常併称される。詳細は以下の記事を参照。
- 六韜
- 三略